# Felicità tà tà
Felicità tà tà è il sesto album in studio della cantante italiana Raffaella Carrà, pubblicato nel 1974 dall'etichetta discografica CGD e distribuito dalle Messaggerie Musicali di Milano.

## Il disco
L'album, che prende il titolo dalla sigla iniziale della trasmissione televisiva Canzonissima 1974, condotta da Raffaella, contiene Rumore, una delle canzoni di maggior successo della soubrette. È stato il suo primo album esportato all'estero. È stato certificato disco di platino per aver venduto dieci milioni di copie.
Fotografie di Chiara Samugheo.
- Tabù
reinterpretata da Roberta Modigliani nel programma televisivo Non è la Rai (quarta edizione 94/95),[6] si trova nella compilation Non è la Rai novanta5 (1994).

Dal 25 maggio 2023 l'album è disponibile su tutte le piattaforme digitali, tra cui Spotify. Il 6 Dicembre 2024, uscirà una versione rimasterizzata in CD e vinile (picture disc, vinile colorato e vinile splatter) per celebrare i 50 anni dall'uscita del disco.
Il 6 dicembre 2024 (in occasione del 50° anniversario dalla pubblicazione), l'album viene ristampato in quattro versioni differenti (CD, Picture Disc, Vinile Blu e Vinile Splatter Rosso Blu). Le ristampe hanno ricevuto un grande successo mediatico nel social e nella televisione e ha raggiunto il 14º posto nella classifica dei vinili e il 48° negli album digitali e fisici (CD).

## Versioni internazionali
L'album fu il primo ad essere tradotto e distribuito in Spagna nel 1975 con il titolo Rumore, mantenendo la stessa successione delle tracce ma diverso artwork (CBS S 80804 e 55178).
I 4 singoli estratti, pubblicati per il mercato italiano, sono stati distribuiti anche all'estero, mentre Rumore/Felicità tà tà (CBS 2984) e Felicità tà tà/El guerrillero (CBS 4140) solo usciti esclusivamente per il mercato ispanico ed internazionale.

## Tracce
Edizioni musicali Sugar Music.
Lato A
1. Felicità tà tà – 3:09 (testo: Gianni Boncompagni, Dino Verde – musica: Gianni Boncompagni, Paolo Ormi)
2. Il guerriero – 3:12 (Gianni Boncompagni)
3. Troppo ragazzina – 2:52 (testo: Gianni Boncompagni, Andrea Lo Vecchio – musica: Gianni Boncompagni, Paolo Ormi)
4. Sì, ci sto – 4:26 (testo: Gianni Boncompagni, Andrea Lo Vecchio – musica: Clément Chammah, Shel Shapiro)
5. Quando dico di no – 3:18 (testo: Carla Vistarini – musica: Tony Cicco)

Lato B
1. Rumore – 3:36 (testo: Andrea Lo Vecchio – musica: Guido Maria Ferilli; edizioni musicali Alfiere)
2. Tabù – 2:54 (testo: Gianni Boncompagni, Andrea Lo Vecchio – musica: Andrea Lo Vecchio)
3. Prima di dormire – 3:01 (testo: Gianni Boncompagni – musica: Paolo Ormi, Bobby Solo)
4. Superman – 3:16 (testo: Gianni Boncompagni, Andrea Lo Vecchio – musica: Clément Chammah, Shel Shapiro)
5. Scordalo ragazzo mio – 3:14 (testo: Gianni Boncompagni, Andrea Lo Vecchio – musica: Gianni Boncompagni, Franco Bracardi)
6. Mi vien da piangere – 2:58 (testo: Gianni Boncompagni, Andrea Lo Vecchio – musica: Franco Bracardi)

## Formazione

### Artista
- Raffaella Carrà - voce

### Arrangiamenti e direzione orchestrale
- Shel Shapiro - Sì, ci sto, Rumore, Tabù, Superman
- Paolo Ormi - altri brani